# Fatima Zohra Ardjoune
Fatima Zohra Ardjoune est une générale de l'armée algérienne. Elle est la première femme du monde arabe à atteindre ce rang. Docteure en médecine, elle est dans les années 1980, en Algérie, la pionnière de la recherche en hématologie. Elle est directrice générale de l'hôpital central de l'armée.

## Jeunesse
Fatima Zohra Ardjoune naît à Sétif et fréquente une école primaire indigène puis un lycée de filles à Kouba. Enfant, elle veut aider les autres et poursuit ses études de médecine à l'Université d'Alger.

## Carrière
Fatima Ardjoune rejoint l'Armée nationale populaire d'Algérie en février 1972. Dans les années 1980, elle travaille avec son mari Mohamed Ardjoune (depuis nommé colonel et directeur du Centre de transmission du sang de l'armée) à la recherche sur les maladies transmissibles par le sang. Le couple est parmi les premiers Algériens à mener des recherches dans ce domaine et développe les premières méthodes de dépistage du pays à l'hôpital Maillot.
La thèse de doctorat de Fatima Ardjoune est acceptée en 1983 et elle est promue au grade de commandant (équivalent de major) en 1986. Elle est nommée professeure  et promue au grade de lieutenant-colonel en 1991, puis à celui de colonel en 1996.
Fatima Ardjoune rédige des articles scientifiques sur l'hématologie et encadre des étudiants de troisième cycle de recherche à l'École nationale de santé militaire, à l'Université des sciences et techniques Houari Boumediene et à l'Université d'Alger.

## Première femme général du monde arabe
Fatima Ardjoune est directrice générale de l'hôpital militaire Ain Naâdja (où elle était auparavant cheffe de l'hématologie) et est promue au grade de général le 5 juillet 2009. Elle est la première femme algérienne et la première femme du monde arabe à atteindre ce rang.
Une autre femme, Fatima Boudouani, est promue générale dans l'armée algérienne en 2009, puis trois autres, anonymes, le 13 juillet 2014 (avec 51 hommes) et le service compte le plus grand nombre de femmes générales de tous les pays arabes.

## Analyse
Selon le Carnegie Middle East Center, cette nomination relève plus d'un « coup médiatique que d’un changement de fond dans l’approche de l’ANP. » En effet, même si l’égalité entre femmes et hommes a été promulguée au sein de l'armée algérienne (ANP) par l’ordonnance du 28 février 2006, et si la nomination de Fatima Arjoune est suivie de celle de quatre autres générales entre 2009 et 2015, dans les faits, il n’y a pas d’égalité et la pleine intégration des femmes reste limitée. Historiquement glorifiées comme symboles en tant que fidaiyet (poseuses de bombes), moussabilet (accueil des moudjahidines) ou maquisardes, les femmes ont jusqu'en 1978 été considérées au mieux comme des soutiens potentiels aux membres masculins de l'armée, sans jamais pouvoir être considérées comme des membres à part entière ou prendre des décisions, quand leur recrutement n'était pas purement interdit ou sanctionné par la peine de mort. Bien qu'encensées, elles ont à l'indépendance été marginalisées dans la construction du nouvel État. Selon l'auteur de ce centre de recherche, la décision d'intégrer des femmes à partir de 2006 relèverait d'une volonté de paraître en pointe en termes d'égalité, mais malgré l'incorporation de nombreuses recrues féminines, et la fin d'un tabou avec cette nomination, il reste encore beaucoup de chemin avant que les femmes cessent dans les faits d'occuper autre chose que des positions de subalternes des hommes. 